# Alternate
Alternate is een Engelse term die in het theater wordt gebruikt voor iemand die een rol deelt met de daarvoor gecaste acteur: een "vaste vervanger". Een alternate doet doorgaans niet mee met een andere track in dezelfde productie. Vaak hebben alternates vaste speeldagen, meestal 1 à 2 keer per week.

## Soortgelijke functies
Understudy: Een acteur die te zien is als de gecaste acteur en de alternate beiden uitvallen. Understudy's zijn doorgaans in de productie te zien tijdens hun eigen track in het ensemble of als swing.
Swing: Een acteur die de track van een understudy vervangt. Swings zijn vaak de understudy van de understudy's. Als een understudy opgaat, blijft zijn of haar eigen track leeg. Een swing is een acteur die deze track opvult. Deze acteur kent alle rollen uit het ensemble en staat klaar om in te springen wanneer nodig.

## Wanneer speelt een alternate
Bij sommige producties wordt intensief gebruikgemaakt van de acteurs en krijgen sommige rollen, naast een alternate, nog een of twee understudy's. Een voorbeeld hiervan is de rol van Glinda uit Wicked. Chantal Janzen was gecast voor de rol. Haar alternate was Céline Purcell. Purcell verving Janzen een paar shows per week. Naast Purcell waren Ianthe Tavernier en Manon Novak, beiden uit het ensemble, nog understudy voor deze rol. Een van hen vervulde de rol van Glinda als Janzen en Purcell beiden afwezig waren. De andere shows waren Tavernier en Novak te zien in het ensemble en vervulden zij hun eigen track.

## Bekende alternates
Veel acteurs zijn bekend geworden nadat ze als alternate of understudy in een grote productie mochten spelen. Deze acteurs krijgen vaak later een kans om op televisie of in een andere productie een vaste rol te spelen.  
Bekende alternates zijn of waren onder meer: 
- Ferry Doedens (alternate van Jim Bakkum in de musical Wicked)
- Brigitte Heitzer (alternate van Chantal Janzen in de musical Petticoat)
- Nurlaila Karim (alternate van Carolina Dijkhuizen in de musical Sister Act)
- Jamai Loman (alternate van Danny Yanga in de musical The Wiz)
- James Cooke (alternate van Jonas Van Geel in de musical 40-45)
- Céline Purcell (alternate van Chantal Janzen in de musicals Wicked en Beauty and the Beast)
- Marjolijn Touw (alternate van Doris Baaten in de musical Mamma Mia!)
- John Vooijs (alternate van Ron Link in de musical Tarzan)
- Renée van Wegberg (alternate van Willemijn Verkaik in de musical Wicked)